# Ekaterinburg
Ekaterinburg (in russo Екатеринбург?, ), in passato nota in italiano come Caterimburgo o Ecaterimburgo, è una città della Russia, capoluogo dell'oblast' di Sverdlovsk.
Situata sul lato orientale degli Urali, è il principale centro industriale e culturale della regione degli Urali. La sua popolazione di 1.493.749 abitanti (2020) ne fa la quarta città della Russia per abitanti. Quattro città satelliti formano un'ulteriore cintura di agglomerazione: Verchnjaja Pyšma, Berëzovskij, Sredneural'sk e Aramil'.
Tra il 1924 e il 1991 la città fu nota con il nome di Sverdlovsk (Свердловск) in onore del leader bolscevico Jakov Sverdlov; la denominazione è tuttora usata dalle ferrovie russe e l'oblast' di cui la città è capoluogo ha mantenuto il nome precedente. La città è storicamente nota perché, nella notte tra il 16 e il 17 luglio 1918, vi furono fucilati l'ultimo zar Nicola II e i suoi familiari.
Dal punto di vista geografico, Ekaterinburg è nota per trovarsi ad est del confine convenzionale (quindi in Asia) tra Europa ed Asia, ossia la linea di von Strahlenberg.
Con il nome di Ekaterinburg sono stati chiamati il sottomarino lancia missili balistici del Progetto 667BDRM 'Delfin' (denominazione NATO: Delta IV) (K-84/'807') e l'asteroide 27736 Ekaterinburg.

## Storia
La città venne fondata nel 1723 da Vasilij Tatiščev e Georg Wilhelm de Gennin e intitolata alla grande martire Caterina, santa patrona della zarina Caterina I di Russia, moglie di Pietro il Grande.
Poco dopo la Rivoluzione russa, il 17 luglio 1918, lo zar Nicola II, la moglie Aleksandra Fëdorovna, i loro figli, le granduchesse Olga, Tat'jana, Marija, Anastasija, lo zarevic Aleksej Nikolaevič Romanov e alcuni membri del seguito, vennero fucilati dalle guardie della Čeka comandate dal commissario bolscevico Jakov Michajlovič Jurovskij a Ekaterinburg dove erano stati trasferiti da Tobol'sk nel maggio 1918.
In quelle settimane le truppe bianche sembravano in grado di avvicinarsi alla città per liberare la famiglia imperiale, e la decisione di eliminare l'intera famiglia venne quindi presa per eliminare un pericoloso simbolo intorno a cui avrebbero potuto eventualmente raccogliersi i diversi eserciti che si opponevano all'appena instaurato regime bolscevico. Infatti, le Legioni Cecoslovacche arrivarono meno di una settimana dopo, e catturarono la città. La città restò sotto il controllo dell'Armata Bianca che stabilì un governo provvisorio.
Negli anni venti Ekaterinburg divenne un grande centro industriale della Russia. Vi fu costruita la fabbrica di macchinari pesanti della Uralmaš.
Durante la seconda guerra mondiale, molte istituzioni tecniche del governo e intere fabbriche vennero evacuate a Ekaterinburg dalle zone dell'Unione Sovietica colpite dalla guerra (principalmente da Mosca), e molte vi restarono anche dopo la fine del conflitto. Negli anni sessanta, durante il governo Chruščëv, molti condomini a cinque piani simili tra loro vennero costruiti attorno alla città. Molti di questi esistono ancora oggi, a Kirovskij, Čkalovskij e in altre aree residenziali. Il 1º maggio 1960, un aereo spia americano Lockheed U-2, pilotato da Francis Gary Powers, venne abbattuto nel cielo sopra Ekaterinburg. Il pilota venne catturato e in seguito scambiato con Rudol'f Abel', una spia russa negli USA.
Nell'aprile/maggio del 1979 a Ekaterinburg (allora Sverdlovsk) si verificò un'epidemia (piuttosto limitata) di carbonchio, che venne attribuita, da fonti sovietiche, al fatto che i residenti mangiarono carne contaminata. Le agenzie statunitensi ritengono comunque che gli abitanti inalarono un aerosol di spore patogene rilasciate accidentalmente da un impianto militare di microbiologia. Il resoconto del dottor Kanatjan Alibekov sull'epidemia, nel suo libro Biohazard, concorda con la tesi statunitense.

## Geografia fisica

### Territorio
Ekaterinburg si trova a 1667 km a est di Mosca ed è considerata come il confine tra la Russia europea e quella asiatica. Situata ad est dei monti Urali e attraversata dal fiume Iset', Ekaterinburg è circondata dalla foresta, principalmente taiga e da piccoli laghi.

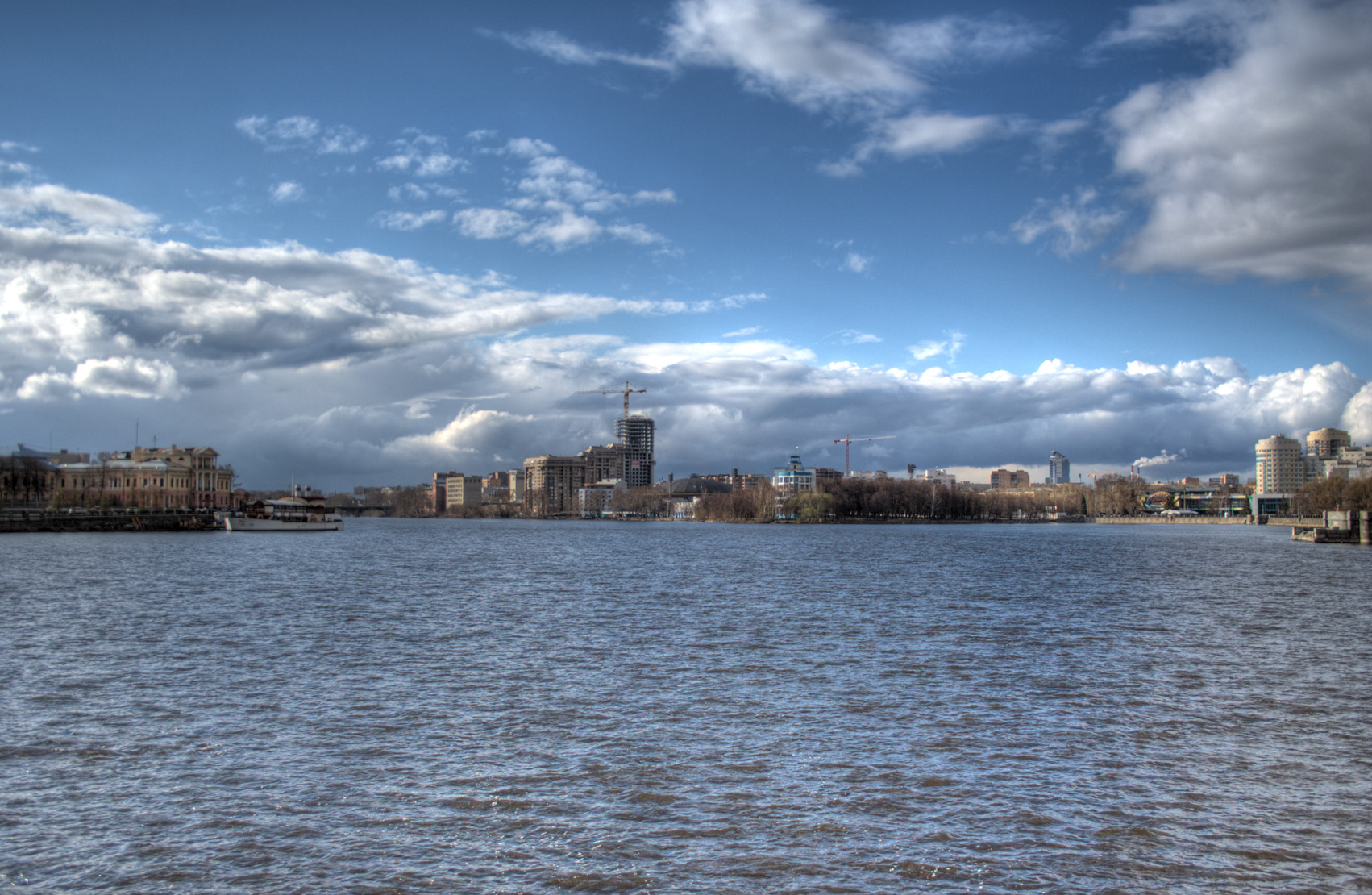
Vista della città dalla diga.

### Clima
L'inverno è solitamente lungo 6 mesi, da novembre a fine aprile. La temperatura durante i mesi di dicembre e gennaio non sale mai al di sopra dello zero, scendendo talvolta anche a meno 40 gradi (anche se di solito ci sono solo una o due settimane con temperature sotto i -25 gradi).
L'estate è corta e dura due mesi giugno e luglio con temperature al di sopra dei 20 gradi e con punte di 35 gradi. Nel mese di agosto ci possono essere sia punte di 30 gradi ma può anche scendere a 3/4 gradi, e a settembre iniziano le prime nevicate.
Ekaterinburg, a causa della sua posizione esposta ai venti che spirano dalla Siberia, non essendo riparata a est da montagne, è soggetta a continui e repentini mutamenti climatici.

## Economia
Ekaterinburg è un grande centro dell'industria pesante. Nella città è attiva la produzione macchinari pesanti, acciaio, sostanze chimiche, pneumatici e petrolio. Tra le industrie leggere è ben sviluppata quella del taglio delle gemme. Nella città vengono anche prodotti buona parte degli armamenti dell'esercito russo. La più grande industria di Ekaterinburg sono i famosi stabilimenti di meccanica pesante Uralmaš che, attivati nel quadro dei piani quinquennali dell'Unione Sovietica, sono tra i più importanti della Federazione Russa nel settore della produzione di macchinari e impianti. Altri grandi impianti industriali sono la Uraltransmaš che, oltre a produrre materiale ferroviario, tram, e filobus, è attiva nel settore degli armamenti, costruendo mezzi corazzati per l'esercito russo, in particolare semoventi d'artiglieria, la Fabbrica Nº 9, che produce pezzi d'artiglieria e cannoni per carri armati, e la Fabbrica di costruzione di macchine "M. I. Kalinin", anch'essa attiva soprattutto nell'industria della difesa.

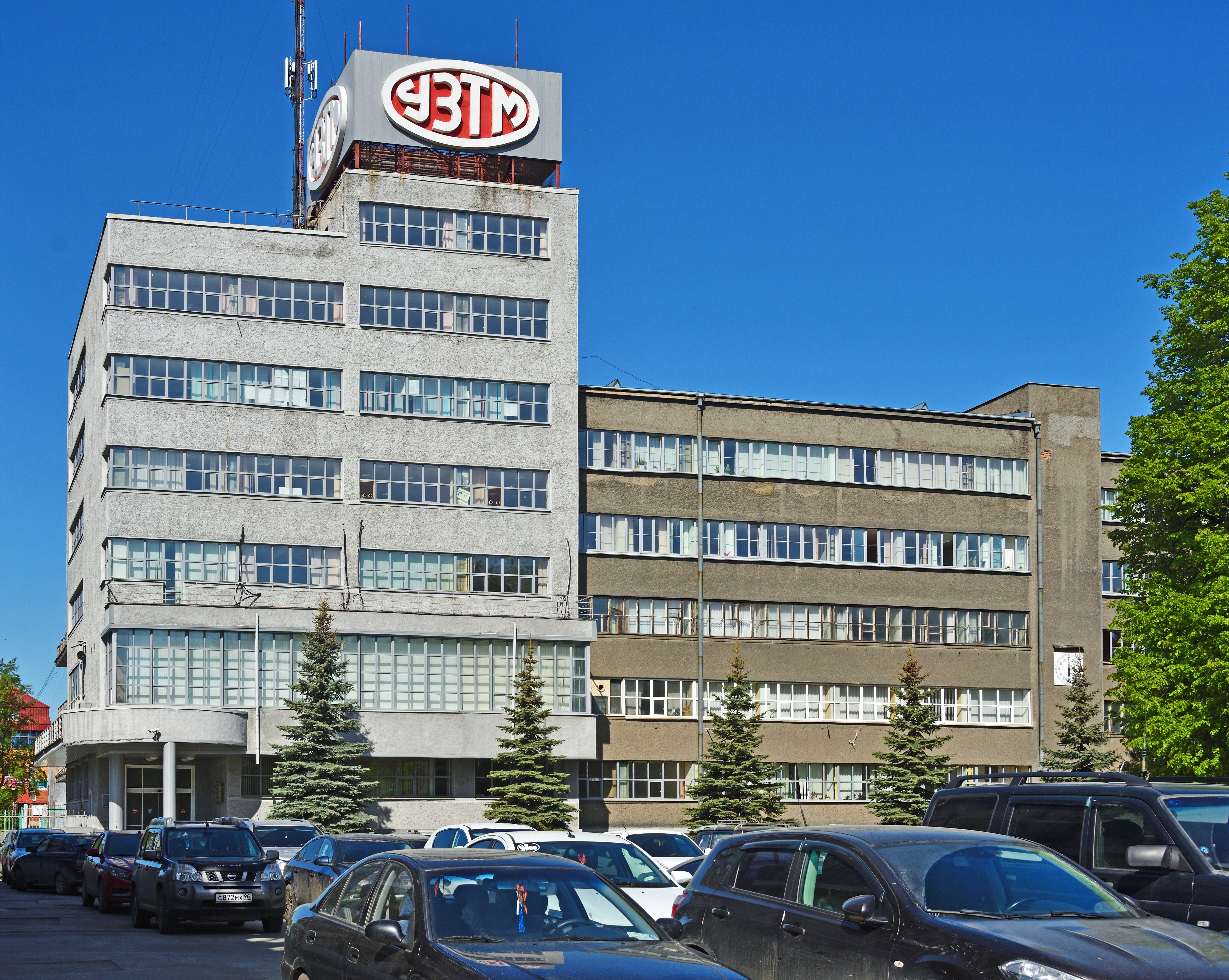
La fabbrica metalmeccanica Uralmaš
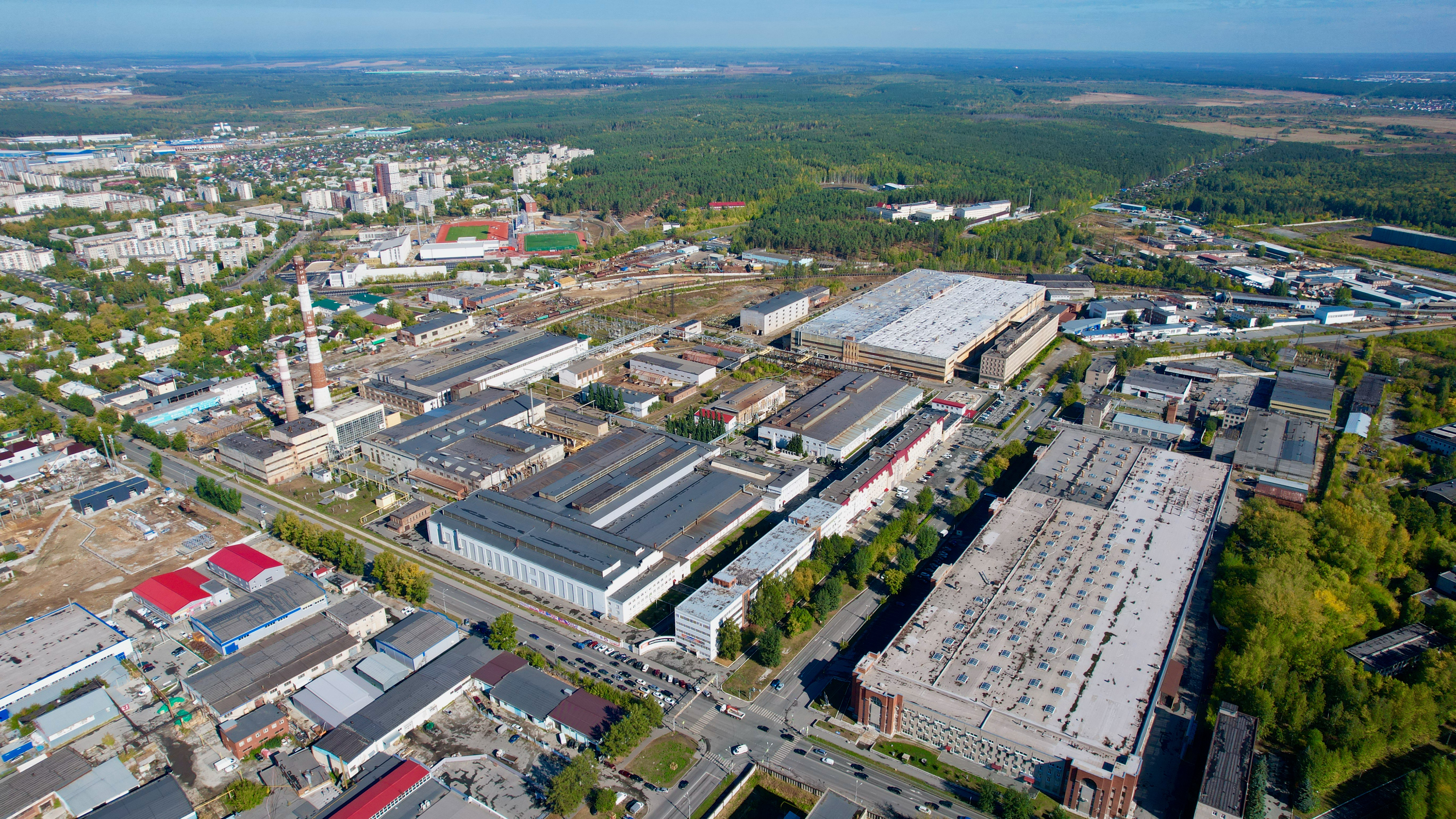
Panorama delle officine Uraltransmaš

### Turismo
Nel 2015, la città era una delle prime cinque città russe più visitate (le altre erano Mosca, San Pietroburgo, Novosibirsk e Vladivostok) secondo l'indice Global Destinations Cities, basato sul sistema di pagamento Mastercard. Negli ultimi anni, molto lavoro è stato fatto per creare un'immagine di Ekaterinburg come centro per il turismo internazionale, come lo svolgimento di vertici per la Shanghai Cooperation Organization (SCO) nel 2008 e nel 2009, o come la fiera internazionale Innoprom nel 2009 e nel 2010. Nel 2014, Ekaterinburg si è classificata al terzo posto tra le città russe più popolari tra i turisti stranieri, dopo Mosca e San Pietroburgo.
Nel 2015, il flusso totale di turisti in entrata è cresciuto del 10% rispetto all'anno precedente, arrivando a 2,1 milioni di persone. Negli ultimi anni, si è registrata però una tendenza a ridurre il ruolo del turismo d'affari nel contesto del flusso turistico complessivo: se nel 2013 circa l'80% dei viaggi erano viaggi d'affari, nel 2015 il loro peso era del 67%.
La maggior parte dei turisti arriva in città per la memoria dell'ultimo imperatore russo e della sua famiglia, anche se si stanno sviluppando nuove proposte come quelle che propongono il tema geologico e mineralogico e quello industriale.

## Cultura

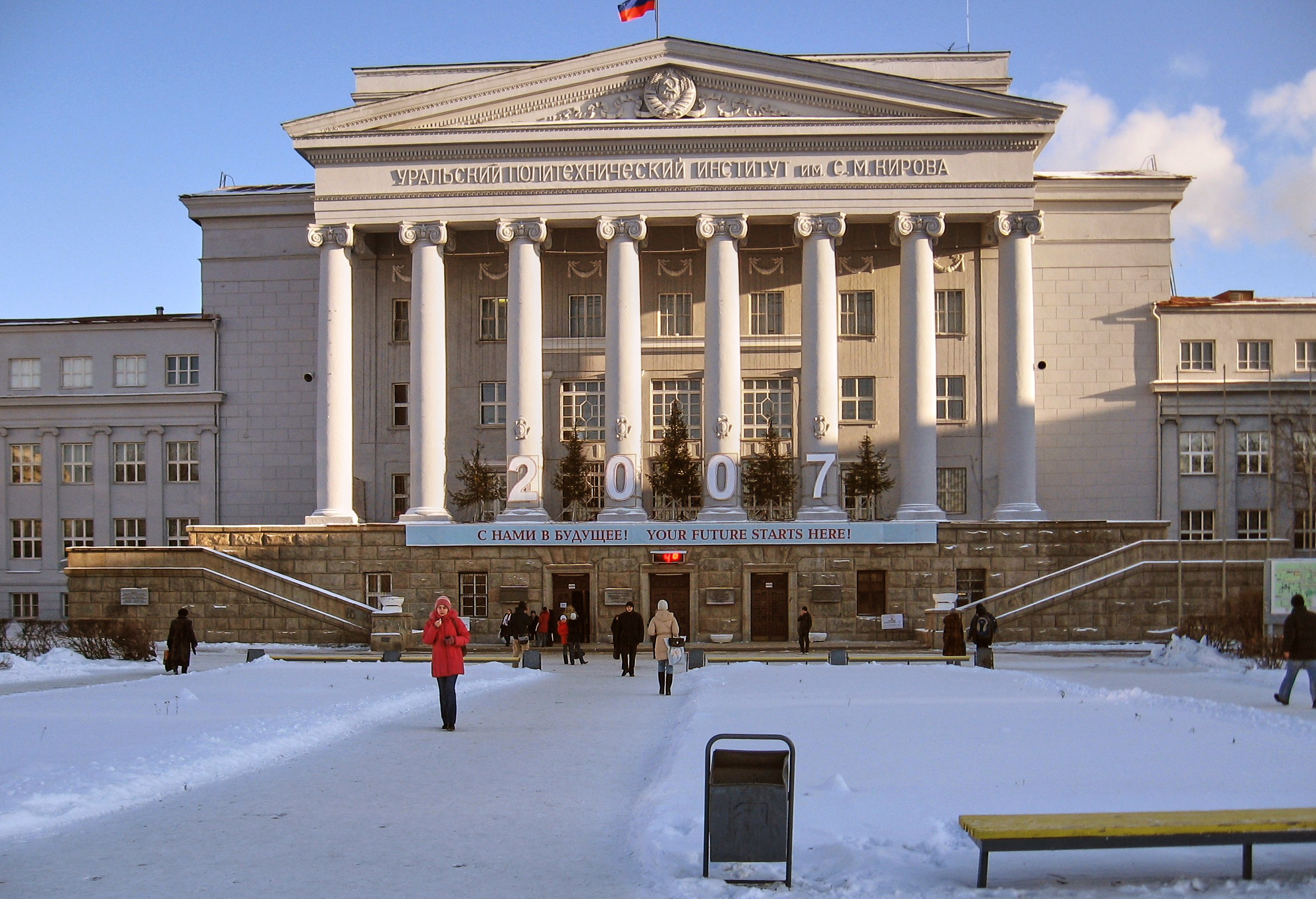
Università federale degli Urali

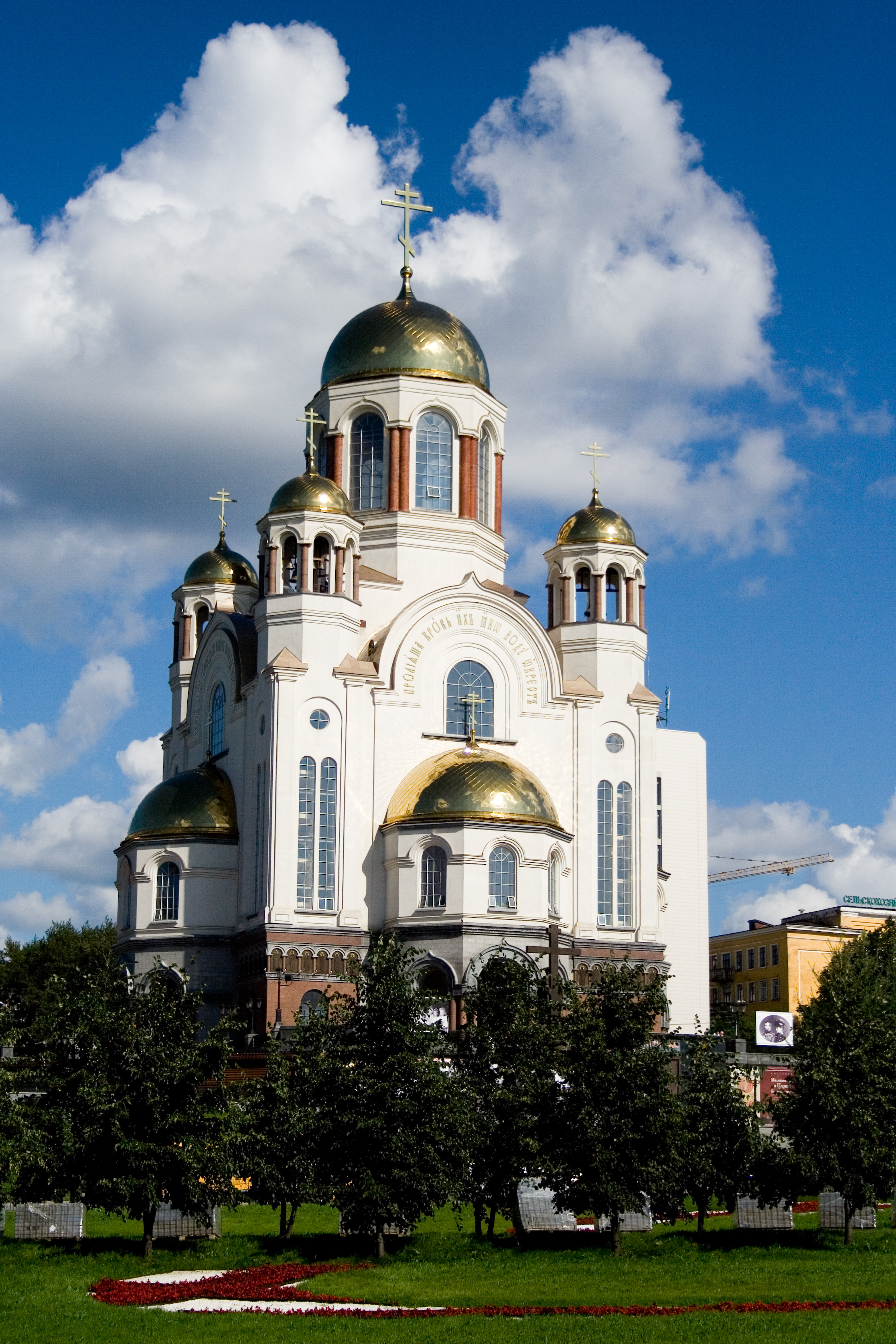
Cattedrale sul sangue

### Istruzione
La città è il principale centro culturale degli Urali, e possiede numerose istituzioni di istruzione superiore, tra cui l'Università di stato degli Urali A. M. Gor'kij (fondata nel 1920), l'Università Statale d'Arte e Architettura degli Urali, il conservatorio Musorgskij, un istituto politecnico e istituti di mineraria, agraria, silvicoltura, diritto, medicina e pedagogia. Vi sono inoltre una branca dell'Accademia russa delle scienze e diversi istituti di ricerca scientifica. L'esposizione storica del Museo della città annovera come suo pezzo più prezioso l'Idolo di Shigir, la più antica scultura in legno del mondo.

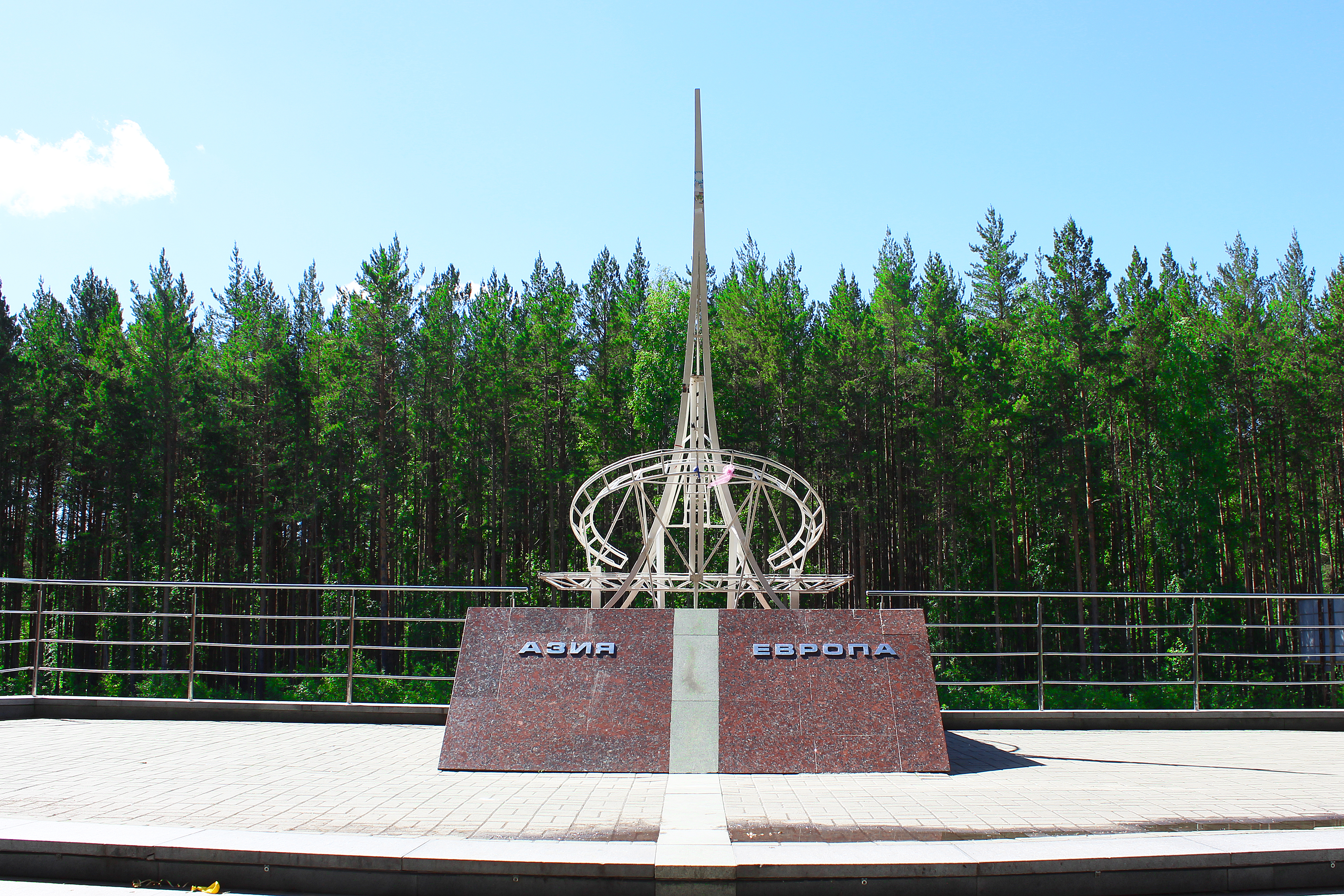
Ekaterinburg - monumento che segnala il confine continentale tra Europa e Asia

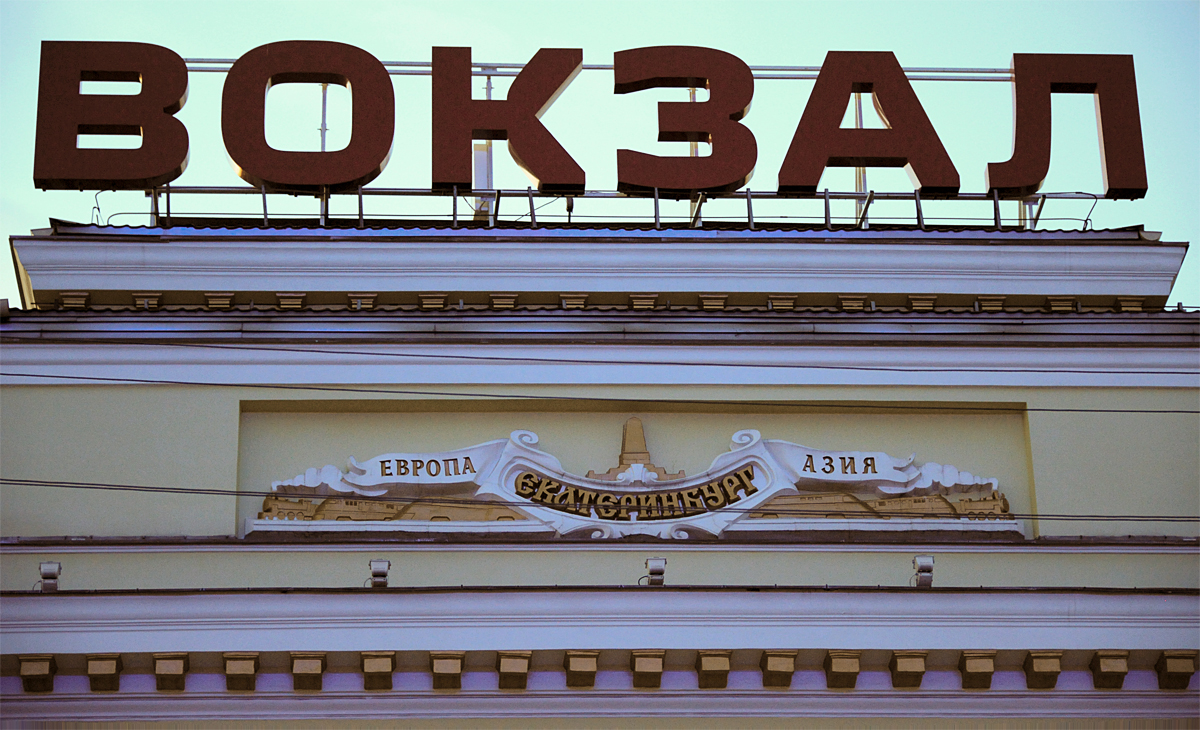
Sulla facciata della stazione ferroviaria una scritta ricorda che il confine continentale tra Europa e Asia passa per la città

### Monumenti e luoghi d'interesse
- Cattedrale sul sangue, edificata nel 2003 nel punto dove ebbe luogo la fine dei Romanov dopo la Rivoluzione russa: il 17 luglio 1918, mentre erano incarcerati a Ekaterinburg, l'intera famiglia imperiale, cioè lo Zar Nicola II, sua moglie Alessandra e i loro cinque figli Ol'ga, Tat'jana, Marija, Anastasija e Aleksej ed alcuni domestici furono fucilati nella cantina di Casa Ipat'ev[17].
- il Centro El'cin è un centro presidenziale sul modello delle biblioteche presidenziali americane, chiamato in onore del locale Boris El'cin. L'innovativo edificio dell'architetto Boris Bernaskoni ospita un museo, un centro educativo, una libreria e un caffè.
- La Iset Tower, alta 209 metri, completata nel 2015, è l'edificio più alto della città. Fino al 2018 il primato spettava all'incompiuta torre televisiva, demolita nel 2018.

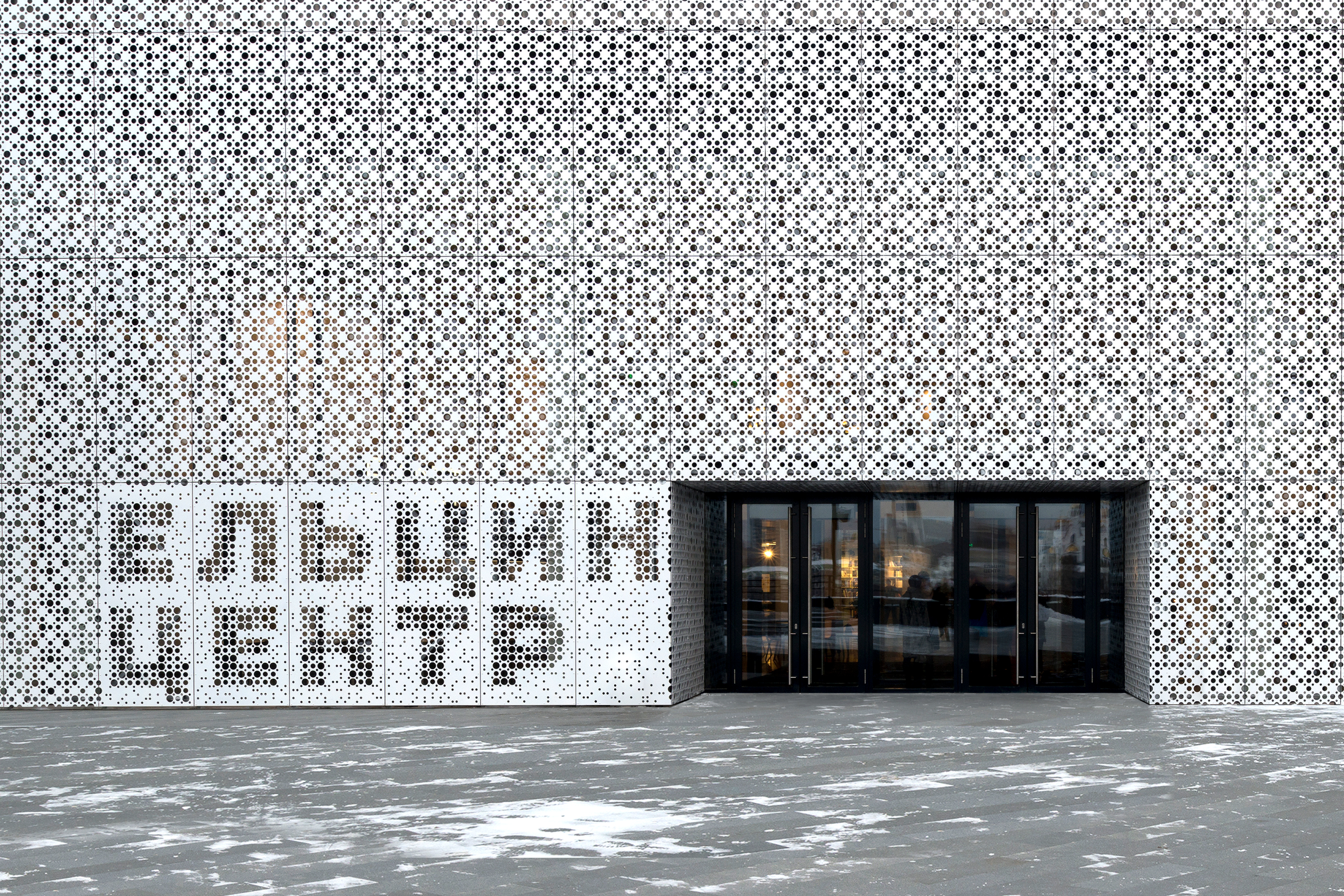
Centro El'cin

### Confine Europa - Asia
A 40 km a ovest della città si trova un obelisco circolare con due frecce una a ovest e un'altra a est, che segnala simbolicamente il confine tra Europa e Asia. Come il meridiano di Greenwich, l'Equatore, e altre zone di confine, questo obelisco raccoglie sempre frequenti visite, per non perdere l'opportunità di farsi fotografare con un piede in Europa e l'altro in Asia.
Il confine segnalato a Ekaterinburg è stato stabilito ufficialmente nel 1730 dalla zarina Anna I di Russia, in base ai lavori del geografo Philip Johan von Strahlenberg.
Sulla facciata della stazione ferroviaria un bassorilievo ricorda che il confine continentale tra Europa e Asia passa per la città; su di esso la scritta "Ekaterinburg", sormontata dall'immagine della stele di segnalazione del confine, è posta al centro di un cartiglio, tra due scritte: "Europa" a sinistra e "Asia" a destra. Sotto al cartiglio sono rappresentate a rilievo due treni a vapore diretti nelle due direzioni opposte.

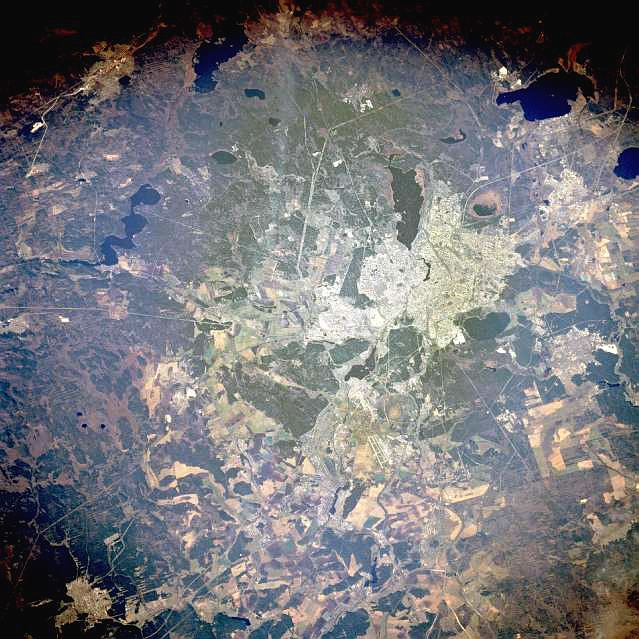
Ekaterinburg dallo spazio, ottobre 1994

## Sport
La principale squadra di calcio di Ekaterinburg è il Futbol'nyj Klub Ural, che dal 2013 al 2024 ha militato nella massima serie del campionato di calcio russo, la Prem'er-Liga. Nel 2024 è retrocesso nella seconda divisione russa, la Pervaja Liga. Le partite casalinghe sono disputate allo Stadio Centrale, che ha ospitato anche alcune partite del campionato mondiale di calcio 2018.

## Infrastrutture e trasporti

### Trasporto automobilistico
La città di Ekaterinburg rientra nella prime 10 città con più autoveicoli posseduti dai cittadini. Questo parco automobilistico aumenta ogni anno del 6-14%. Il problema dell'eccesso automobilistico è iniziato negli anni '80, ma allora quei dati non parevano preoccupanti visti comunque i pochi e rari possessori di veicoli privati, infatti possedere un'auto nell'URSS era considerata come una vera e propria fortuna. Tuttavia, soprattutto dopo il collasso dello stato sovietico, il numero di veicoli privati diventò un grande problema per la città; nel 2005 un'indagine dimostrò che la rete urbana cittadina non era sufficientemente ampia per servire le migliaia di auto che quotidianamente percorrono la città degli Urali, conseguentemente molto spesso i cittadini sono costretti a pazientare a lungo in ingorghi..
La lunghezza complessiva dell'impianto stradale è di 1311,5 km. Nella periferia della città ci sono 20 intersezioni a livelli sfalsati. La metropoli è servita da numerosi tratti di strada ad alta velocità e costruzioni stradali di vario genere.
Per il miglioramento dei tratti stradali il Comune sta attivamente ristrutturando e migliorando le vie di comunicazione asfaltate della città; inoltre dal 2014 per diminuire il fenomeno degli ingorghi, si stanno costruendo nuove intersezioni sfalsate e si sta finendo di costruire l'Anello Automobilistico di Ekaterinburg, chiamato anche EKAD. Dallo stesso anno nella città è attivo il parcheggio a pagamento.

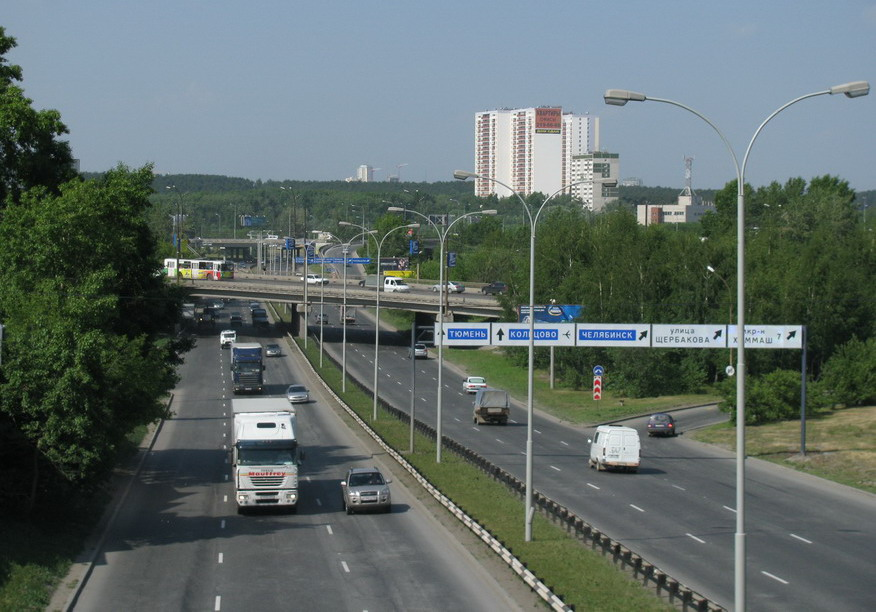
L'EKAD, l'anello automobilistico di Ekaterinburg

### Treno

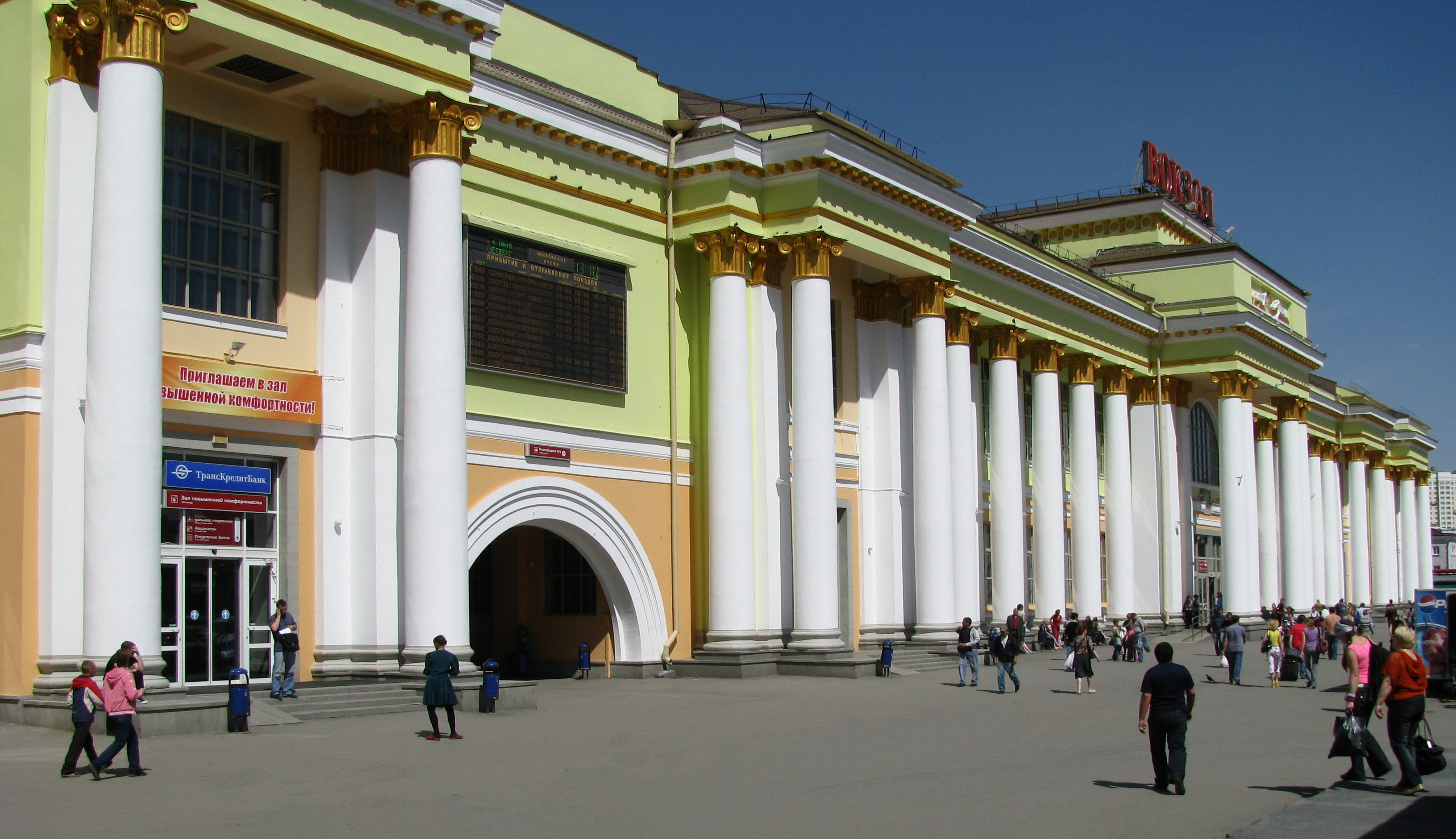
Stazione ferroviaria di Ekaterinburg

Ekaterinburg è un importante snodo ferroviario, con linee che partono in direzione degli Urali e del resto della Russia; tra queste passa la Transiberiana, la più lunga ferrovia del mondo. La città ha 7 snodi (per Perm', Tjumen', Kazan', Nižnij Tagil, Čeljabinsk, Kurgan, Tavda).
A Ekaterinburg è dislocata la sede centrale delle Ferrovie di Sverdlovsk, una compagnia sussidiaria delle Ferrovie Russe. I treni della filiale servono i territori dell'oblast' di Sverdlovsk, dell'oblast' di Tjumen', del territorio di Perm', del circondario autonomo degli Chanty-Mansi-Jugra e del circondario autonomo Jamalo-Nenec.

### Trasporti pubblici urbani
La città è dotata di una rete metropolitana con una sola linea, che collega il centro della città con quartieri residenziali molto popolati (Uralmaš, Уралмаш), la zona industriale (Mašinostroitelej) e i centri universitari (Geologičeskaja). Sono previsti ulteriori sviluppi e prossime aperture di nuove fermate nei prossimi anni, fino ad arrivare ad un totale di tre linee e 26 stazioni.
È in esercizio una vasta rete tranviaria, con 30 linee e 459 vetture.
Autobus e filobus sono dei mezzi di trasporto frequentemente utilizzati dalla popolazione; le vetture totali sono 787, con 112 linee urbane.

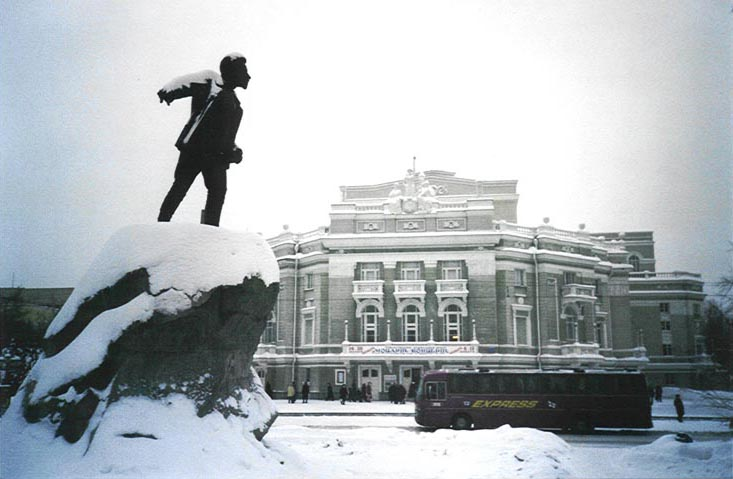
Uno dei teatri di Ekaterinburg con la statua in memoria di Sverdlov

### Aereo
La città è servita da due aeroporti: l'uno internazionale, denominato Aeroporto Internazionale di Kol'covo (codice internazionale - SVX) e l'altro per i collegamenti interni ed i charter, chiamato Aeroporto Regionale Uktus (codice interno - УКС).

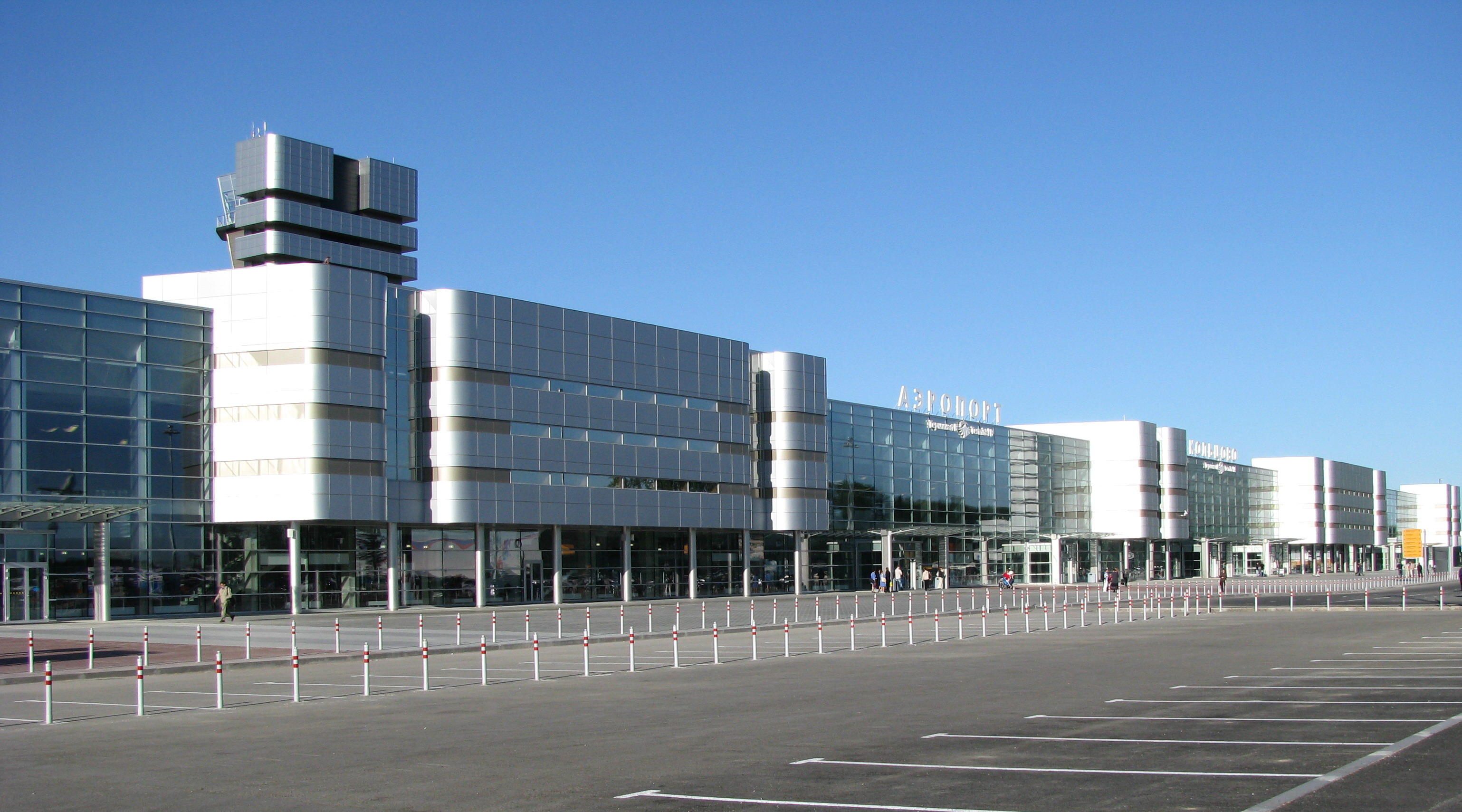
Terminal A e B dell'Aeroporto di Kol'covo

Notevoli sono i collegamenti giornalieri con gli aeroporti di Mosca: Šeremet'evo-1, Domodedovo, Vnukovo.